# FIFA-Konföderationen-Pokal 1999
Der FIFA-Konföderationen-Pokal 1999 (englisch FIFA Confederations Cup 1999) war die zweite Ausspielung dieses interkontinentalen Fußball-Wettbewerbs für Nationalmannschaften unter diesem Namen und Obhut der FIFA und die vierte insgesamt und fand vom 24. Juli bis zum 4. August in Mexiko statt.
Gespielt wurde in den zwei Gruppen zu vier Teams Jeder gegen Jeden. Die jeweils beiden Gruppenersten erreichten das Halbfinale. Bei Punktgleichheit zweier Mannschaften entschied in der folgenden Reihenfolge über das Weiterkommen: die Tordifferenz und erzielten Tore aus allen Gruppenspielen, die direkten Begegnungen der betreffenden Mannschaften (Anzahl der Punkte, Torverhältnis, erzielte Tore), letztlich die Fairplay-Liste oder das Los. Ab dem Halbfinale wurde im K.-o.-System gespielt. Stand es bei den Spielen der Finalrunde nach der regulären Spielzeit von 90 Minuten unentschieden, kam es zur Verlängerung und eventuell (falls immer noch kein Sieger feststand) zum Elfmeterschießen.
Die erste Teilnahme der deutschen Fußballnationalmannschaft an einem Konföderationen-Pokal war wenig erfolgreich. Die Mannschaft von Teamchef Erich Ribbeck schied nach zwei Niederlagen in der Vorrunde aus.
Gastgeber und Gold-Cup-Sieger Mexiko gewann überraschend das Turnier im Finale gegen Vize-Welt- und Südamerikameister Brasilien.

## Spielorte
Im Aztekenstadion in der Hauptstadt Mexiko-Stadt fanden die Spiele der Gruppe A, ein Halbfinale und das Finale, im Estadio Jalisco in Guadalajara, auf 1.500 Meter Höhe gelegen, die Spiele der Gruppe B, ein Halbfinale sowie das Spiel um Platz drei statt. Die Stadt, die sich ca. 500 km westlich von Mexiko-Stadt befindet, weist im Juli sehr hohe Temperaturen und aufgrund ihrer Höhenlage eine recht dünne Luft auf.
| Mexiko-Stadt |

| Guadalajara |

| Mexiko-Stadt |

| Guadalajara |

## Teilnehmer

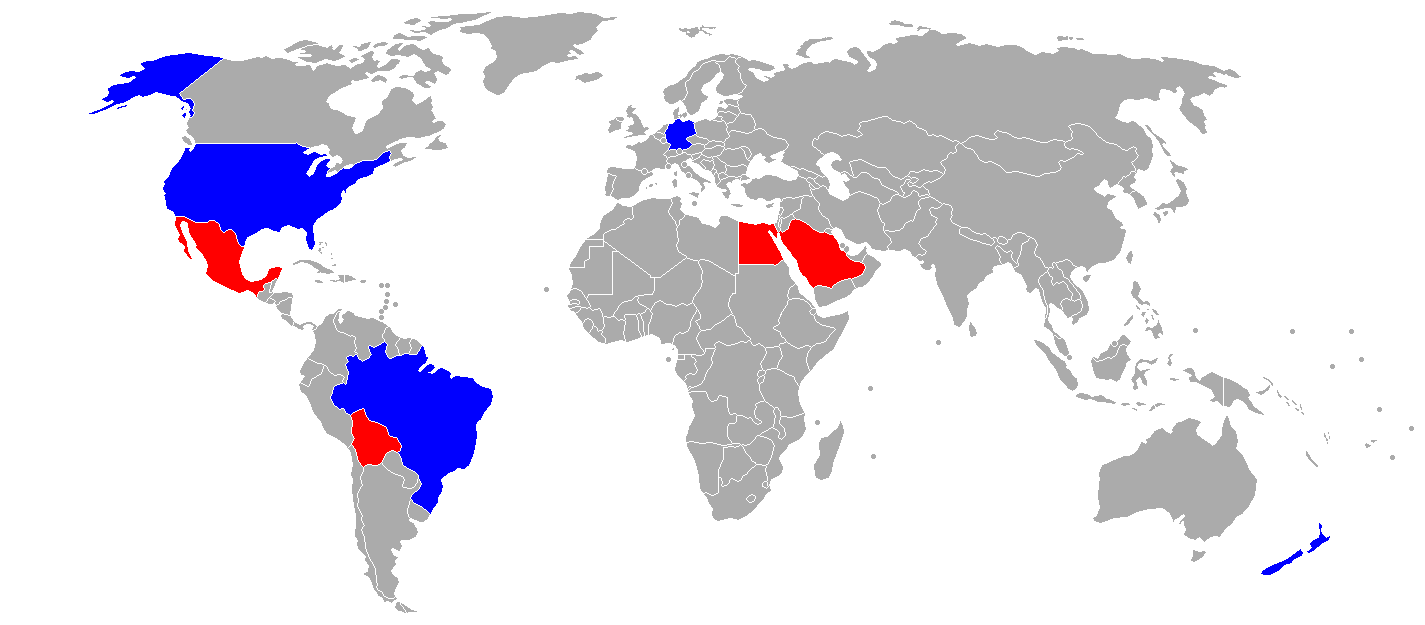
Die acht Teilnehmer aus allen Kontinenten der Erde (rot ist Gruppe A, blau ist Gruppe B)

Teilnehmer des FIFA-Konföderationen-Pokals 1999 waren alle Sieger der kontinentalen Verbandswettbewerbe sowie der amtierende Weltmeister und der Gastgeber. Qualifiziert waren
- Mexiko – Gastgeber
- Deutschland – Sieger der UEFA EURO 1996
- Ägypten – Sieger des African Cup of Nations 1998
- Saudi-Arabien – Sieger des AFC Asien-Pokals 1996
- Brasilien – Vizeweltmeister 1998 (Weltmeister Frankreich verzichtete auf eine Teilnahme)
- Bolivien – Zweiter der Copa América 1997 (Sieger Brasilien rückte bereits als Vizeweltmeister nach)
- USA – Zweiter des CONCACAF Gold Cup 1998 (Sieger Mexiko war bereits als Gastgeber qualifiziert)
- Neuseeland – Sieger des OFC-Nationen-Pokals 1998

## Gruppen
| Gruppe A      | Gruppe B           |
| ------------- | ------------------ |
| Bolivien      | Brasilien          |
| Ägypten       | Deutschland        |
| Mexiko        | Neuseeland         |
| Saudi-Arabien | Vereinigte Staaten |

## Vorrunde

### Gruppe A
Alle Spiele fanden im Rahmen von Doppelveranstaltungen im Aztekenstadion in Mexiko-Stadt statt.
| Pl. | Land          | Sp. | S | U | N | Tore    | Diff. | Punkte |
| --- | ------------- | --- | - | - | - | ------- | ----- | ------ |
| 1.  | Mexiko        | 3   | 2 | 1 | 0 | 008:300 | +5    | 07     |
| 2.  | Saudi-Arabien | 3   | 1 | 1 | 1 | 006:600 | ±0    | 04     |
| 3.  | Bolivien      | 3   | 0 | 2 | 1 | 002:300 | −1    | 02     |
| 4.  | Ägypten       | 3   | 0 | 2 | 1 | 005:900 | −4    | 02     |

|                       |   |               |           |
| 25. Juli um 12:00 Uhr |   |               |           |
| Bolivien              | – | Ägypten       | 2:2 (2:1) |
| 25. Juli um 14:30 Uhr |   |               |           |
| Mexiko                | – | Saudi-Arabien | 5:1 (3:0) |
| 27. Juli um 18:00 Uhr |   |               |           |
| Saudi-Arabien         | – | Bolivien      | 0:0       |
| 27. Juli um 20:30 Uhr |   |               |           |
| Mexiko                | – | Ägypten       | 2:2 (2:0) |
| 29. Juli um 18:00 Uhr |   |               |           |
| Ägypten               | – | Saudi-Arabien | 1:5 (0:2) |
| 29. Juli um 20:30 Uhr |   |               |           |
| Bolivien              | – | Mexiko        | 0:1 (0:0) |

### Gruppe B
Alle Spiele fanden im Rahmen von Doppelveranstaltungen im Estadio Jalisco in Guadalajara statt.
| Pl. | Land        | Sp. | S | U | N | Tore    | Diff. | Punkte |
| --- | ----------- | --- | - | - | - | ------- | ----- | ------ |
| 1.  | Brasilien   | 3   | 3 | 0 | 0 | 007:000 | +7    | 09     |
| 2.  | USA         | 3   | 2 | 0 | 1 | 004:200 | +2    | 06     |
| 3.  | Deutschland | 3   | 1 | 0 | 2 | 002:600 | −4    | 03     |
| 4.  | Neuseeland  | 3   | 0 | 0 | 3 | 001:600 | −5    | 0      |

|                       |   |             |           |
| 24. Juli um 12:00 Uhr |   |             |           |
| Brasilien             | – | Deutschland | 4:0 (0:0) |
| 24. Juli um 14:30 Uhr |   |             |           |
| Neuseeland            | – | USA         | 1:2 (0:1) |
| 28. Juli um 18:00 Uhr |   |             |           |
| Deutschland           | – | Neuseeland  | 2:0 (2:0) |
| 28. Juli um 20:30 Uhr |   |             |           |
| Brasilien             | – | USA         | 1:0 (1:0) |
| 30. Juli um 18:00 Uhr |   |             |           |
| USA                   | – | Deutschland | 2:0 (1:0) |
| 30. Juli um 20:30 Uhr |   |             |           |
| Neuseeland            | – | Brasilien   | 0:2 (0:1) |

### Die deutsche Mannschaft
Da Deutschland mit einer Reihe von Reservespielern antrat, geriet das Turnier für die Mannschaft zur sportlichen Blamage. Deutschland verlor gegen Brasilien mit 0:4 und gegen die USA mit 0:2. Der Konföderationen-Pokal so kurz vor Beginn der neuen Saison, die neun Tage nach dem Finale des Wettbewerbs eröffnet werden sollte, wurde von den meisten Spielern und Beteiligten abgelehnt. Der späte Zeitpunkt (Ende Juli) sowie die ungewöhnlich hohen Temperaturen in Mexiko, der weite Flug sowie die Zeitumstellung machte den Spielern aus Europa große Probleme. So hatte Teamchef Erich Ribbeck 1999 große Schwierigkeiten, eine gute Turniermannschaft zu formen. Mit Oliver Kahn, Kapitän Oliver Bierhoff, Dietmar Hamann, Andreas Möller, Jens Nowotny und Ulf Kirsten blieben wichtige Stammspieler der Nationalmannschaft dem Turnier fern. Unter den 20 teilnehmenden Spielern waren sieben, die vor dem Turnier sowie insgesamt zehn, die vor Jahresbeginn kein Spiel für die deutsche Nationalmannschaft beschritten hatten. Dass die Verantwortlichen des DFB die Teilnahme am Wettbewerb, obwohl dieser direkt in die Bundesliga-Saisonvorbereitungen fiel, nicht abgesagt haben, lag vor allem an sportpolitischen Gründen. Das gesamte Umfeld hielt sehr wenig vom Wettbewerb und duldete, dass wichtige Stammspieler an der Reise nach Nordamerika nicht teilnahmen. Mit der Teilnahme versuchte Deutschland, im Vorfeld die Vergabe der WM 2006 durch die FIFA zu seinen Gunsten zu beeinflussen.
Erst beim FIFA-Konföderationen-Pokal 2005 im eigenen Land trat Deutschland wieder bei diesem Wettbewerb an, obwohl es als amtierender Vizeweltmeister für das folgende Turnier 2003 qualifiziert gewesen wäre. Die Spieler der deutschen Nationalmannschaft mussten alle Vorrundenspiele in Guadalajara austragen, wobei sie große Probleme mit der dünnen Luft auf 1500 Meter Höhe, den überaus hohen Temperaturen und der Zeitumstellung hatten. Die ersatzgeschwächte Mannschaft von Ribbeck verlor zwei der drei Vorrundenspiele. Das erste Spiel verloren die Deutschen in der Aufstellung Jens Lehmann, Christian Wörns, Jörg Heinrich, Thomas Linke, Mehmet Scholl, Dariusz Wosz, Lothar Matthäus, Michael Preetz, Oliver Neuville, Michael Ballack und Lars Ricken mit 0:4 gegen Brasilien. Beim zweiten Spiel von Deutschland gegen Neuseeland gewann die Mannschaft mit 2:0. Für Dariusz Wosz spielte Olaf Marschall. Da jedoch das dritte Spiel gegen die USA erneut verloren ging, musste Ribbecks Team nach der Vorrunde nach Hause fahren. Beim letzten Spiel mit deutscher Beteiligung spielten Jens Lehmann, Christian Wörns, Jörg Heinrich, Thomas Linke, Dariusz Wosz, Heiko Gerber, Lothar Matthäus, Michael Preetz, Oliver Neuville, Bernd Schneider und Horst Heldt. In der deutschen Nationalmannschaft debütierten beim Konföderationen-Pokal 1999 die Spieler Bernd Schneider, Mustafa Doğan, Ronald Maul und Heiko Gerber. Für Gerber und Maul blieben es die einzigen Spiele in der Nationalmannschaft, Doğan kam 1999 noch im Spiel gegen die Türkei zum Einsatz. Für Schneider war es dagegen der Auftakt zu 80 weiteren Länderspielen.

## Finalrunde

### Halbfinale
|                                        |   |     |           |
| 1. August um 12:00 Uhr in Mexiko-Stadt |   |     |           |
| Mexiko                                 | – | USA | 1:0 n. GG |

Die USA verloren ihr Halbfinale knapp mit 0:1 nach Golden Goal gegen den Gastgeber. Das entscheidende Tor erzielte Cuauhtémoc Blanco, der spätere Torschützenkönig des Turniers, für die Mexikaner in der 97. Minute. Das Spiel verfolgten 82.000 Zuschauer im Aztekenstadion.
|                                       |   |               |           |
| 1. August um 15:00 Uhr in Guadalajara |   |               |           |
| Brasilien                             | – | Saudi-Arabien | 8:2 (4:2) |

Brasilien gelang mit einem Kantersieg über Saudi-Arabien souverän der Einzug ins Finale. Drei Tore schoss der spätere Torschützenkönig Ronaldinho (11., 65. und 90+2. Minute), die weiteren Treffer erzielten João Carlos (8.), Zé Roberto (33.), Alex (36., 86.) und Roni (62.) für Brasilien sowie Marzouk al-Otaibi (22., 31.) für Saudi-Arabien.

### Spiel um Platz 3
|                                       |   |               |           |
| 3. August um 21:00 Uhr in Guadalajara |   |               |           |
| USA                                   | – | Saudi-Arabien | 2:0 (1:0) |

Dritter des Turniers wurden die USA mit einem 2:0-Sieg gegen Saudi-Arabien. Die Tore für die US-Amerikaner erzielten Paul Bravo (27. Minute) und Brian McBride (78.).

### Finale
|                                        |   |           |           |
| 4. August um 21:00 Uhr in Mexiko-Stadt |   |           |           |
| Mexiko                                 | – | Brasilien | 4:3 (2:1) |

### Der Kader der Siegermannschaft
TorJorge Campos, Óscar Pérez
AbwehrClaudio Suárez , Joel Sánchez, Rafael Márquez, Germán Villa, Isaac Terrazas, Salvador Carmona
MittelfeldGerardo Torrado, Ramón Ramírez, Alberto García Aspe, Pável Pardo, Miguel Zepeda, Rafael García
AngriffJosé Manuel Abundis, Cuauhtémoc Blanco, Daniel Osorno, Luis Hernández, Jesús Arellano, Francisco Palencia
TrainerManuel Lapuente

## Torschützenliste
| Rang | Spieler             | Tore |
| ---- | ------------------- | ---- |
| 1    | Ronaldinho          | 6    |
|      | Cuauhtémoc Blanco   | 6    |
|      | Marzouk al-Otaibi   | 6    |
| 4    | Alex                | 4    |
| 5    | Zé Roberto          | 3    |
|      | José Manuel Abundis | 3    |
| 7    | Samir Kamouna       | 2    |
|      | Roni                | 2    |
|      | Miguel Zepeda       | 2    |
|      | Brian McBride       | 2    |
| 11   | Radwan Yasser       | 1    |
|      | Abdel Sattar Sabry  | 1    |
|      | Ahmed Hassan        | 1    |
|      | Limberg Gutiérrez   | 1    |
|      | Renny Ribera        | 1    |

| Rang | Spieler                | Tore |
| ---- | ---------------------- | ---- |
| 11   | Marcos Paulo Alves     | 1    |
|      | João Carlos            | 1    |
|      | Serginho               | 1    |
|      | Lothar Matthäus        | 1    |
|      | Michael Preetz         | 1    |
|      | Francisco Palencia     | 1    |
|      | Pável Pardo            | 1    |
|      | Chris Zoricich         | 1    |
|      | Ibrahim asch-Schahrani | 1    |
|      | Nawaf at-Tamyat        | 1    |
|      | Paul Bravo             | 1    |
|      | Jovan Kirovski         | 1    |
|      | Joe-Max Moore          | 1    |
|      | Ben Olsen              | 1    |

## Auszeichnungen
Goldener Ball
Der „Goldene Ball“ für den besten Spieler des Turniers ging an den Brasilianer Ronaldinho, der „Silberne Ball“ an den Mexikaner Cuauhtémoc Blanco und der „Bronzene Ball“ an den „Saudi“ Marzouk al-Otaibi.
Goldener Schuh
In dieser Kategorie gab es kurioserweise die gleiche Rangfolge wie beim „Goldenen Ball“.
Den „Goldenen Schuh“ erhielt der Brasilianer Ronaldinho für seine sechs Turniertore und vier Torvorlagen, der „Silberne Schuh“ ging an den Mexikaner Cuauhtémoc Blanco und der „Bronzene Schuh“ an den „Saudi“ Marzouk al-Otaibi. Da drei Spieler jeweils sechs Tore erzielt hatten, entschieden erst die Zahl der Torvorlagen und danach die weniger absolvierten Spielminuten über die Rangfolge.
FIFA-Fair-Play-Trophäe
Der Fair-Play-Preis für sportlich korrektes Auftreten auf und außerhalb des Rasens ging an die Brasilianische Fußballnationalmannschaft.